# كاني قوزان
كاني قوزان هي قرية في مقاطعة أرومية، إيران. يقدر عدد سكانها بـ 224 نسمة بحسب إحصاء 2016.